# Якутович, Михаил Васильевич
Михаил Васильевич Якуто́вич (10 [23] августа 1902, Огаревка, Саратовская губерния — 20 июня 1988, Подольск, Московская область) — советский физик, специалист в области механики твёрдых тел, разделения изотопов, атомного материаловедения.

## Биография
Родился 28 июля (10 августа) 1902 года в селе Агоревка (Огаревка) Вольского уезда Саратовской губернии (ныне — в Вольском районе Саратовской области).
Окончил церковно-приходскую школу, реальное училище, один курс Саратовского политехнического института, электромеханический факультет Ленинградского политехнического института (1926).
Работа:
- 1926—1932 практикант, старший инженер в Ленинградском физико-техническом институте;
- 1932—1949 заведующий лабораторией механических свойств Уральского физико-технического института (Свердловск);
- 1949—1962 заместитель научного руководителя, с 1953 года научный руководитель Уральского электрохимического комбината (Новоуральск Свердловской области).

С 1962 года работал в Подольском научно-исследовательском технологическом институте: директор (1962—1969), заместитель директора (1969—1975), начальник лаборатории (1975—1977), научный консультант (1977—1987).
Доктор физико-математических наук (1955), профессор (1959).
Научные темы:
- методика измерения малых деформаций в различных сооружениях, исследования пластической деформации, разрушения и механизма рекристаллизации;
- разработка и совершенствование газодиффузионного метода разделения изотопов урана;
- исследование свойств материалов при высоких температурах, используемых в космической ядерной энергетике.

Руководил созданием ядерного ракетного двигателя и его испытанием на Семипалатинском полигоне.
Умер 20 июня 1988 года в Подольске.

## Награды
Лауреат Сталинской премии (1951, 1953), Ленинской премии (1958). Награждён орденами Ленина (1951, 1954), Трудового Красного Знамени (1953, 1954), «Знак Почёта» (1945, 1962, 1971).